# Julián Montoya
Julián Montoya (nacido en Buenos Aires el 29 de octubre de 1993) es un jugador de rugby argentino que juega de hooker para Section Paloise del Top 14. Es el actual capitán del seleccionado de rugby de Argentina, Los Pumas.
Surgido del Club Newman, club que integran sus hermanos Francisco y Mateo Montoya, participó en los Pampas XV, así como en el equipo de rugby argentino sub-20 en el Campeonato Mundial de Rugby Juvenil de 2013. Más tarde jugaría también para la selección argentina B, Argentina XV. También integró a la franquicia profesional argentina de Jaguares.
Su debut con la selección nacional de Argentina se produjo en un partido contra Uruguay en Paysandú el 17 de mayo de 2015.
Participó en tres copas del mundo representando a Los Pumas. En la Copa del Mundo de Rugby de 2015, Montoya anotó uno de los cinco tries de su equipo en la victoria de Argentina contra Tonga 45-16. Volvió a anotar un try en la victoria de su equipo 64-19 sobre Namibia.
En la Copa Mundial de Rugby de 2019, Montoya marco 4 tries a lo largo de la competencia, destacándose en el partido de Argentina contra Tonga con 3 anotaciones.
La Copa Mundial de Rugby de 2023, fue la primera de Julián como capitán.